# Lil Skies
Киметриус Кристофер Фуз (англ. Kimetrius Christopher Foose, род. 4 августа 1998), более известный под псевдонимом Lil Skies (рус. Лил Ска́йс) — американский рэпер из Уэйнсборо сити, штат Пенсильвания. На настоящий момент подписан на лейбл All We Got Entertament, принадлежащий Atlantic Records. Его первый выпущенный при лейбле микстейп Life of a Dark Rose вышел 10 января 2018 года и достиг 10 строчки Billboard 200, а три песни из него, «Nowadays», «Red Roses» и «Lust», были сертифицированы RIAA как золотые и платиновые. Его топ 3 трека с самыми высокими позициями в чарте Billboard Hot 100 - это: «I» (номер 39), «Nowadays» (номер 55) и «Red Roses» (номер 69). 1 Марта 2019 года Киметриус выпустил свой дебютный студийный альбом Shelby.

## Биография

### Ранние годы
Киметриус Фуз родился 4 августа 1998 года в Чемберсберге, Пенсильвания. Его отец, Майкл Бертон младший, является хип-хоп-музыкантом, известным под псевдонимом Dark Skies (позже его сын возьмет псевдоним, основанный на отцовском). Фуз заинтересовался музыкой в 3 года, а в 4 года отец впервые отвозит его на студию. В 12 лет Фуз начал сочинять песни и писать тексты, и тогда же он взял псевдоним Lil Skies. В апреле 2010 года отец будущего музыканта пострадал во время взрыва на заводе недалеко от Уильямспорта и чудом выжил. Это произвело на Фуза большое впечатление, и позже он с отцом записал альбом, Father-Son Talk, посвященный восстановлению Бертона младшего. В 2016 году Фуз окончил школу и поступил в Университет Шиппенсберг, но прервал обучение для того, чтобы сфокусироваться на музыкальной карьере. Больше всего в музыкальном плане Киметриус вдохновлялся творчеством артистов Лил Уэйна, Трэвиса Скотта и 50 Cent.
Из-за огромного количества татуировок на теле, в том числе и на лице, Фуз не мог найти работу. Ради того, чтобы оплачивать счета, ему пришлось торговать наркотиками. Тем не менее он утверждает, что эта вынужденная «жертва» помогла ему избежать обычной работы, и благодаря этому он смог стать музыкантом.

### Карьера
В 2016 году Lil Skies выпускает свой первый микстейп Good Grades, Bad Habits Vol. 2 и в том же году выступает с Fetty Wap в своём университете. 20 января 2017 году Фуз выпускает микстейп Alone. В том же году он выпускает ещё несколько песен, включая «Red Roses» (при участии Landon Cube), «Off The Goop» (при участии Sprite Lee), «Rude» и «Signs of Jealousy». Позже принимал участие в туре Lil Uzi Vert «Lil Uzi Vert’s A Very Uzi Christmas tour».
Благодаря выпущенным синглам молодого рэпера замечают Atlantic Records, которые подписывают его на лейбл All We Got Entertainment. На лейбле Lil Skies выпускает альбом Life of a Dark Rose, дебютировавший на 23 позиции в Billboard 200 и позже достигнувший 10 строчки этого чарта. Два сингла с этого альбома, «Nowadays» и «Red Roses» (оба при участии Landon Cube), достигли 55 и 69 позиций в Billboard Hot 100 и стали золотым и платиновым по версии RIAA, позже статус золотого получила и песня «Lust». В том же году Фуз начинает свой тур по США в поддержку альбома, но отменяет его из-за проблем со здоровьем.
Летом 2018 года Фуз принял участие в туре Уиз Халифы Dazed & Blazed Tour. 18 сентября вышел клип на совместную песню Lil Skies и Уиз Халифы «Fr Fr». Песня вошла в альбома Уиза под названием Rolling Papers 2.
Первого Марта 2019 года Lil Skies выпускает свой альбом Shelby, одновременно дебютируя клип на свой главный сингл «I». В мае 2019 года, 21 числа Киметриус также выпускает клип на песню «Breathe» из всё того же альбома Shelby . 14 Июля 2019 года Lil Skies совместно с Machine Gun Kelly выпустили трек «Burning Memories». Песня «Havin' My Way» вышла в свет 4 Марта 2020 года при участии рэпера из Чикаго Lil Durk.
22 января 2021 года Lil Skies выпускает свой второй альбом Unbothered. Гостями альбома стали Wiz Khalifa на песне «Excite Me» и Lil Durk на песне «Havin' My Way» выпущенную раннее 4 марта 2020 году.  Делюкс-версия была выпущена 14 мая 2021 года. В ней появились дополнительные гостевые роли Trippie Redd, Zhavia Ward и Drakeo the Ruler.
21 февраля 2023 года Lil Skies объявил, что покинул лейбл Atlantic Records и выпустил "Make A Toast", свой последний релиз на лейбле Atlantic Records. В период c февраля до октября 2023 года Lil Skies выпускает клипы на песни: ранее упомянутый "Make A Toast", 19 мая "BASE", 7 июля "How Things Go", 4 августа "Wake Up", 13 октября "OUT MY WAY".
26 января 2024 Lil Skies принимает участие на альбоме Lyrical Lemonade «All Is Yellow» , на песню "This My Life" вместе с Lil Tecca и The Kid Laroi. Песня заняла 19-е место в чарте Bubbling Under Hot 100, 49 на Hot R&B/Hip-Hop Songs и номер 20 на Official New Zealand Music Chart.
9 февраля 2024 Lil Skies выпускает "Thousands" лид сингл к его микстейпу «Out Ur Body Music» вышедшему 29 марта 2024, микстейп включает 8 песен спродюсированных Zerby.

### Личная жизнь
В феврале 2019 года Фуз и его девушка Джейси Фугейт сообщили, что ждут ребёнка, и назовут его Киметриус младший. В октябре 2019 года Фуз подтвердил рождение своего сына в посте в Инстаграме.
Говоря о своей любимой песне «Red Roses» Фуз называет работу, сделанную совместно с Landon Cube, «эпической». Фуз использует социальные сети только для продвижения и рекламирования своей музыки, объясняя это тем, что не хочет «провести всю жизнь в Интернете». Своим вдохновителем он считает Лил Уэйна.
Фуз не употребляет наркотики после многочисленных примеров их плохого влияния. Как он сказал в одном из интервью "Я иногда курю марихуану, и это максимум. Мне стрёмно осознавать тот факт, что молодые артисты умирают от передозировок различными наркотиками"

## Дискография
Студийные альбомы
- Shelby (2019)
- Unbothered (2021)

## Музыкальные клипы
| Год  | Название                  | Release date    | Режиссёр                   | Совместно с                 |
| ---- | ------------------------- | --------------- | -------------------------- | --------------------------- |
| 2013 | "Live 4 the Moment"       | 16 июня 2013    | Skies                      | Dark Skies (отец Lil Skies) |
| 2016 | "Da Sauce"                | 25 марта 2016   | Nicholas Jandora           | н/д                         |
| 2017 | "Some Way"                | 18 апреля 2017  | Nicholas Jandora           | н/д                         |
| 2017 | "Rude"                    | 11 июля 2017    | Nicholas Jandora           | н/д                         |
| 2017 | "Signs of Jealousy"       | 14 ноября 2017  | Nicholas Jandora           | н/д                         |
| 2017 | "Fake"                    | 25 января 2017  | Nicholas Jandora           | н/д                         |
| 2017 | "Red Roses"               | 19 октября 2017 | Cole Bennett               | Landon Cube                 |
| 2017 | "Nowadays"                | 18 декабря 2017 | Cole Bennett               | Landon Cube                 |
| 2017 | "Lonely"                  | 26 декабря 2017 | Cole Bennett               | Yung Bans                   |
| 2018 | "Lettuce Sandwich"        | 1 февраля 2018  | Nicholas Jandora           | н/д                         |
| 2018 | "Lavagirl"                | 4 января 2018   | Nicholas Jandora           | Sprite Lee                  |
| 2018 | "Welcome to the Rodeo"    | 29 марта 2018   | Cole Bennett               | н/д                         |
| 2018 | "Lust"                    | 3 мая 2018      | Nicholas Jandora           | н/д                         |
| 2018 | "I Know You"              | 31 мая 2018     | Nicholas Jandora           | Yung Pinch                  |
| 2019 | "Real Ties"               | 17 января 2019  | Xandros                    | н/д                         |
| 2019 | "Name In The Sand"        | 31 января 2019  | Nicholas Jandora           | н/д                         |
| 2019 | "Breathe"                 | 20 мая 2019     | Nicholas Jandora           | н/д                         |
| 2019 | "Going Off"               | 18 июля 2019    | Louieknows                 | н/д                         |
| 2019 | "i"                       | 1 марта 2019    | Cole Bennett               | н/д                         |
| 2019 | "Stop The Madness"        | 18 марта 2019   | Sara Lacombe               | Gunna                       |
| 2019 | "More Money More Ice"     | 6 сентября 2019 | Cole Bennet                | н/д                         |
| 2020 | "Havin My Way"            | 4 марта 2020    | Astroknot and Nick Tabidze | Lil Durk                    |
| 2020 | "Fidget"                  | 20 апреля 2020  | Kristian Bennese           | н/д                         |
| 2020 | "Riot"                    | 14 мая 2020     | LOUIEKNOWS                 | н/д                         |
| 2020 | "Lightbeam"               | 23 июля 2020    | Nicholas Jandora           | NoCap                       |
| 2020 | "On Sight"                | 6 ноября 2020   | Kristian Bennese           | н/д                         |
| 2020 | "OK"                      | 16 декабря 2020 | STRIPMALL                  | н/д                         |
| 2021 | "Dead Broke"              | 22 января 2021  | Nicholas Jandora           | н/д                         |
| 2021 | "Take 5"                  | 22 марта 2021   | Bobby Lee Palmer           | н/д                         |
| 2022 | "Play This At My Funeral" | 25 марта 2022   | Nicholas Jandora           | Landon Cube                 |
| 2022 | "RAGE!"                   | 21 октября 2022 | Sam McGrath                | н/д                         |
| 2023 | "Make A Toast"            | 21 февраля 2023 | Sam McGrath                |                             |
| 2023 | "BASE"                    | 19 мая 2023     | Sam McGrath                |                             |
| 2023 | "How Things Go"           | 7 июля 2023     | Sam McGrath                |                             |
| 2023 | "Wake Up"                 | 4 августа 2023  | Tanner Hench               |                             |
| 2023 | "OUT MY WAY"              | 13 октября 2023 | Nicholas Jandora           |                             |
| 2024 | "THOUSANDS"               | 7 марта 2024    | Tanner Hench               |                             |
| 2024 | "RUNNIN THRU THE FIRE"    | 2 июля 2024     | Tanner Hench               |                             |
| 2024 | "PAIN"                    | 5 июля 2024     | Tanner Hench               |                             |
| 2025 | "2Much 2Fast"             | 28 февраля 2025 | Nicholas Jandora           | Landon Cube                 |